# 431 Nephele
Nephele (asteroide 431) é um asteroide da cintura principal com um diâmetro de 95,03 quilómetros, a 2,5948998 UA. Possui uma excentricidade de 0,1726814 e um período orbital de 2 028,92 dias (5,56 anos).
Nephele tem uma velocidade orbital média de 16,81778698 km/s e uma inclinação de 1,82717º.
Este asteroide foi descoberto em 18 de Dezembro de 1897 por Auguste Charlois.